# مقاطعة بندر أنزلي
مقاطعة بندر أنزلي (بالفارسية: شهرستان بندر انزلی‏) هي مقاطعة إيرانية في محافظة غيلان في إيران. عاصمة المقاطعة هي بندر أنزلي. بلغ تعداد السكان عام 2006 130,851 نسمة في 38,810 عائلة.